# Bedtime Stories (Madonna)
Bedtime stories is een album van zangeres Madonna. Het is het zesde album van de zangeres en werd in 1994 uitgebracht bij Maverick Records. 

## Achtergrond en release
Vanaf het begin van haar carrière bracht Madonna met een enorme vrijmoedigheid haar seksuele preoccupaties onder de aandacht van het publiek, op al of niet ludieke wijze verwerkt in songteksten, clips en optredens. Als bevrijdster van de vrouwelijke seksualiteit werd Madonna een ster. Maar eind 1992, twee jaar voor Bedtime Stories, blijkt het publiek even genoeg te hebben van Madonna met haar toen net verschenen Sex (boek) en het album Erotica.
Als reactie hierop richt Madonna zich eind 1994 met Bedtime Stories op de zachte hoek van de moderne soul. Ondanks de coverfoto van het album en de suggestieve titel blijkt Madonna haar taalgebruik danig te hebben gekuist, vergeleken met de voorganger Erotica. De voornaamste emotie die Bedtime Stories dan ook uitdrukt is die van een verdrietig soort hunkering. Madonna zingt gedragen en laag en voor het album werkt ze samen met vier verschillende producers, Babyface, Dallas Austin, Dave Hall en Nellee Hooper. Desalniettemin vinden critici de stijl op Bedtime Stories redelijk eenvormig. Tegelijkertijd wordt het ook gezien als een dapper album, namelijk juist door de voor Madonna ongewone thematiek, want op dit album is zij op zoek naar de geborgenheid van de zuivere liefde. Een voorbeeld hiervan is het droevige Love Tried To Welcome Me. 'I must confess/ That I am usually drawn to sadness/ and loneliness has never been a stranger to me/ Instead of spring it's always winter/ and my heart has always been a lonely hunter..', zingt ze. 

## Singles
De eerste single Secret levert Madonna wereldwijd een hit op, met onder meer een 3e positie in de Amerikaanse Billboard Hot 100. 
Take A Bow is de tweede single. De clip rond de song vertelt het verhaal van het onvervulde verlangen van een zangeres naar een stierenvechter, die uiteindelijk kiest voor zijn vak en niet de vrouw. Voor deze videoclip was Madonna naar het Spaanse Antequera gereisd. Haar komst met toreador Emilio Munoz zorgde voor een stormloop. Via de keuken van het restaurant probeerden fans en verslaggevers de arena binnen te komen, ze werden door beveiligingsbeambten weggestuurd. Voor de corrida met twee stieren, die de middag overleefden, waren oorspronkelijk alle inwoners van Antequera uitgenodigd. In plaats van alle inwoners werden toch maar figuranten ingehuurd. Take A Bow stond zeven weken op de eerste plaats van de Amerikaanse Billboard Hot 100 en het is nog steeds haar grootste nummer één hit in die lijst. Het was haar elfde single die bovenaan de Billboard Hot 100 stond en haar 23e top vijf-notering; beide records voor een vrouwelijke artiest.
Bedtime Story, de derde single, is het enige niet door Madonna geschreven nummer, aangeleverd door de IJslandse zangeres Bjork en producer Nellie Hooper. Hooper, bekend van zijn werk met Massive Attack, Bjork en Soul II Soul, arrangeerde en produceerde het tot een prachtig omfloerst dansnummer, met geheimzinnige ademstoten in het intro en een vervreemdende tekst, met als refrein een herhaald: 'Let's get unconscious, honey'.
Bedtime Story bracht Madonna voor het eerst live ten gehore tijdens de 1995 Brit Awards in Londen, waarbij ze een zilveren Versace jurk droeg en met lange, blonde haarextensies op het podium stond. Het zou nog 28 jaar duren voordat ze haar fans zou verrassen door het nummer een vaste plek te geven in de setlist van haar Celebration tour, in 2023 en 2024.
Human Nature is de vierde en laatste single van het album. Hierin geeft Madonna antwoord op de verdachtmakingen en de verwijten van de afgelopen twee jaar. 'Did I say something wrong?/ Ooops, I didn't know I couldn't talk about sex/ Did I stay too long? Ooops, I didn't know I couldn't speak my mind.' Om triomfantelijk te eindigen met 'But I'm not sorry - It's human nature/ I'm not your bitch, don't hang your shit on me.' Human Nature brengt ze vaker live ten gehore, tijdens de Drowned World Tour, Sticky & Sweet Tour, The MDNA Tour en The Celebration Tour als onderdeel van Act II - Ballroom segment van het concert.

## Prijzen
In 1995 was het album genomineerd voor een Grammy Award in de categorie "Best Pop Vocal Album".
In de Verenigde Staten behaalde het album de Goud en Platina status op 5 januari 1995. Op 21 november datzelfde jaar werd het album drievoudig platina, wat wil zeggen dat het album in Amerika 3 miljoen keer is verkocht. Wereldwijd werden er meer dan 8 miljoen exemplaren van het album verkocht.
In Nederland bleef het album steken op de 13e positie in de album top 100.
Tupac Shakur nam oorspronkelijk de rap in het nummer "I'd Rather Be Your Lover" op. De rap werd niet gebruikt vanwege het criminele circuit waarin hij verkeerde. Vandaar dat Me'shell Ndegéocello de rap voor het album mocht opnemen.

## Tracklist
1. Survival
2. Secret
3. I'd rather be your lover
4. Don't stop
5. Inside of me
6. Human nature
7. Forbidden love
8. Love tried to welcome me
9. Sanctuary
10. Bedtime story
11. Take a bow